# Пажитниця багаторічна
Па́житниця багаторі́чна або англійський райграс (Lolium perenne) — низовий нещільнокущовий злак заввишки 40—80 см.

## Біологічна характеристика
Багаторічний нещільнокущовий низовий злак озимого типу, заввишки від 40 до 80 см.
Стебла прямостоячі, добре облиствлені. Утворює багато коротких надземних пагонів.
Суцвіття – колос завдовжки 12—15 см і більше. Колоски безості. Насінний стрижень у пажитниці багаторічної плоский, догори злегка розширяється.
Коренева система проникає в ґрунт неглибоко, через що він не витримує посухи і морозів, особливо у безсніжні зими; не стійкий до затоплення, а також близького стояння ґрунтових вод.
Добре росте на родючих та некислих суглинкових водопроникних ґрунтах, гірше – на легких сухих ґрунтах і на торфовищах. Добре відкликається на азотне добриво і зрошення.
У рік сівби інтенсивно росте. Повного розвитку досягає на другий-третій рік життя. Утворює щільну дернину.
Добре витримує витоптування, тому є однією за найкращих пасовищних трав. Утримується в травостої культурних пасовищ і на сіножатях 3—5 років і більше.
Висівається в зонах достатнього зволоження і в умовах зрошення для створення культурних пасовищ, особливо в сумішах з конюшиною повзучою.

## Культивування
Це одна з найкращих пасовищних трав, стійка до витоптування й ущільнення ґрунту. Інтенсивне випасання посилює його кущення. До цвітіння охоче поїдається худобою. Відзначається високою поживністю: 100 кг трави має 21—22 к.о., сіна — 55 к.о. Утримується в травостою на сіножатях 3—5 років, на пасовищах 7 і більше років. Чудово поєднується з конюшиною білою. Може використовуватися для залуження балок та схилів, для створення газонів. При сінокісному використанні отримують урожай: зеленої маси — 300—400 ц/га; сіна — 80—100; насіння — 4—6 ц/га. Повного розвитку досягає на другий-третій рік після сівби.
Коренева система проникає в ґрунт неглибоко, тому райграс пасовищний найкраще розвивається у районах з достатньою кількістю опадів, проте не переносить затоплення весняними водами. Не витримує посухи і морозів, особливо у безсніжні зими, чутливий до весняних приморозків. Добре росте на різних типах родючих і некислих ґрунтів. Малопридатні легкі сухі ґрунти. Торфовища для райграсу пасовищного непридатні.
Спосіб висівання — звичайний рядковий сівалками СЗТ-3,6. Норма висіву насіння — 4—5 млн шт./га. У ваговій кількості — 10—14 кг/га. Глибина загортання насіння на середніх за механічним складом ґрунтах становить 2—3 см, на важких — 1—2, на легких — 3—4 см.